# نادي ريتشموند لكرة القدم
نادي ريتشموند لكرة القدم (بالإنجليزية: Richmond Football Club)‏ هو نادي كرة قدم أسترالي تأسس في 1885م، يقع مقره الرئيسي في ملبورن، ويلعب في دوري كرة القدم الأسترالية.

## قائمة اللاعبين
ماكدو
سام اوبيسانيا
جيمي تارت
بامبركاتش
هيوز
يان ماس
زورو

## وصلات خارجية
- الموقع الرسمي